# إد هيكوكس
إد هيكوكس (بالإنجليزية: Ed Hickox)‏ هو لاعب كرة قاعدة ومحقق أمريكي، ولد في 31 يوليو 1962 في ديلاند في الولايات المتحدة.